# Pitagorín
Pitagorín, és un personatge de ficció de còmic d'humor creat per José Peñarroya Peñarroya (Forcall, Els Ports, 1910 - Barcelona, 1975), aquest personatge es va publicar per primer cop a la revista de l'Editorial Bruguera, Pulgarcito al número 1837 de l'any 1966. Aquest va ser l'últim personatge que Peñarroya va crear per l'editorial Bruguera.

## Argument
Pitagorín, és un noi superdotat i molt ben educat, el seu nivell d'intel·ligència pot superar el de qualsevol científic, la contra partida és que es força estúpid i maldestre. Tot i això, és capaç de construir tota mena d'invents i d'utilitzar la seva intel·ligència per enfrontar-se a les poques situacions violentes que li puguen sorgir. La vanitat és la seva principal feblesa, amb el que demostra que en el fons és humà com tothom.
A l'Escola Bruguera, aquest era un personatge estrany, però el fet que la vanitat sigui el seu punt feble l'acosta a la resta de personatges de Bruguera. Pitagorìn, no es va fer popular entre els lectors de les revistes de Bruguera, com sí que va passar amb alguns altres personatges com Mortadel·lo i Filemon, però sí que a la dècada dels anys seixanta i setanta, a l'argot del carrer s'anomenava Pitagorìn, a aquells nens que sobresortien per la seva intel·ligència.

## Autors
José Peñarroya Peñarroya, és l'autor d'aquest personatge, també va ser el guionista i dibuixant d'altres còmics, i el creador de cèlebres personatges com Don Pío, Gordito Relleno i Don Berrinche.

## Dades de Publicació
Publicacions on s'ha publicat Pitagorín
| Publicació                                 | Any de Publicació | Editorial                           | Format  | Enquadernació | Mides           | Números | Pagines              | Notes                |
| ------------------------------------------ | ----------------- | ----------------------------------- | ------- | ------------- | --------------- | ------- | -------------------- | -------------------- |
| Pulgarcito                                 | 1946-1981         | Editorial Bruguera, S. A.           | Quadern | Grapa         | 21x16 cm        | 1755    | 20, 16, 32           |                      |
| DDT                                        | 1967-1978         | Editorial Bruguera, S. A.           | Quadern | Grapa         | 26 x 18 cm      | 551     | 32                   | Tercera època        |
| Super Pulgarcito                           | 1970              | Editorial Bruguera, S. A.           | Quadern | Grapa         | 27 x 19 cm      | 152 ?   | 68                   |                      |
| Mortadelo                                  | 1970-1983         | Editorial Bruguera, S. A.           | Llibre  | Cartoné       | 26x18 cm.       | 646     | 32                   |                      |
| Zipi y Zape/ Zipi Zape                     | 1972-1986         | Editorial Bruguera, S. A.           | Quadern | Grapa         | 26,5 x 18,5 cm. | 32/36   | 673                  | Numeració de 0 a 672 |
| Zipi Zape Especial/Zipi Zape               | 1978-1986         | Editorial Bruguera, S. A.           | Quadern | Grapa         | 26 x 19 cm      | 167     | 76                   |                      |
| Mortadelo Super Terror/ Mortadelo Especial | 1975-1986         | Editorial Bruguera, S. A.           | Quadern | Grapa         | 26 x 19 cm      | 211     | 100 / 76             |                      |
| Rompetechos Super/ Rompetechos             | 1978-1985         | Editorial Bruguera, S. A.           | Quadern | Grapa         | 27 x 19 cm      | 45      | 60 i 52              |                      |
| Súper Humor Clásicos                       | 2005              | Ediciones B, S. A.                  | Llibre  | Cartoné       | 30 x 21,5 cm    | 10      | 144 a 320 + cobertes | Al número 10         |
| Clasicos del Humor                         | 1981-1983         | R.B.A.Promotora de Ediciones, S. A. | Llibre  | cartoné       | 28x20 cm        | 40      | 200 + cobertes       | Als números; 37      |

Nota: Aquesta taula pot no estar completa o bé actualitzada